# كاناجوهاري (نيويورك)
كاناجوهاري (بالإنجليزية: Canajoharie, New York)‏ هي بلدة أمريكية تقع في الولايات المتحدة في مقاطعة مونتغومري، نيويورك. يقدر عدد سكانها بـ 3,730 نسمة ومساحتها 111.7 كم2 .